# إيفان أوهانلون
إيفان أوهانلون (بالإنجليزية: Evan O'Hanlon)‏ هو منافس ألعاب قوى أسترالي، ولد في 4 مايو 1988 في سيدني في أستراليا.

## وصلات خارجية
- إيفان أوهانلون على موقع الاتحاد الدولي لألعاب القوى (الإنجليزية)
- إيفان أوهانلون على موقع النتائج التاريخية لألعاب القوى الأسترالية (الإنجليزية)
- إيفان أوهانلون على موقع IBSF (الإنجليزية)
- إيفان أوهانلون على موقع Paralympic.org (الإنجليزية)
- إيفان أوهانلون على موقع IPC.InfostradaSports.com (مؤرشف) (الإنجليزية)
- إيفان أوهانلون على موقع اللجنة البارالمبية الأسترالية (الإنجليزية)

- الموقع الرسمي